# Rosopaella rubrofascia
Rosopaella rubrofascia är en insektsart som beskrevs av Webb 1983. Rosopaella rubrofascia ingår i släktet Rosopaella och familjen dvärgstritar. Inga underarter finns listade i Catalogue of Life.